# Turn Into
Turn Into è un brano musicale del gruppo statunitense Yeah Yeah Yeahs, pubblicato nel 2006 come singolo estratto dall'album Show Your Bones.

## Tracce
1. Turn Into
2. Turn Into (Nick Zinner remix)
3. Maps (Live from Roseland)

## Formazione
- Karen O - voce
- Nick Zinner - chitarre
- Brian Chase - batteria